# The Decision (テレビ番組)
The Decisionは、2010年7月8日にアメリカ合衆国でESPNによって放送されたNBAの特別番組。クリーブランド・キャバリアーズからFAとなっていたレブロン・ジェームズが、マイアミ・ヒートへの移籍を発表した。

## 背景
2003年のNBAドラフトでクリーブランド・キャバリアーズから全体1位指名を受け入団したレブロン・ジェームズは、2009-10シーズンオフにFAとなるまで2度のシーズンMVP受賞、6度のオールスター選出などスーパースターに成長。再契約を望むキャバリアーズに加え、ニューヨーク・ニックス、シカゴ・ブルズ、ニュージャージー・ネッツ、マイアミ・ヒート、ロサンゼルス・クリッパーズがレブロンの獲得を目指していた。